# Kirill Grigor'jan
Kirill Akonovič Grigor'jan ((in russo Кирилл Акопович Григорьян?); Jeonnam, 2 aprile 1992) è un tiratore a segno russo, vincitore di una medaglia di bronzo ai Giochi olimpici di Londra 2012.

## Palmarès
- Giochi olimpici estivi

Rio de Janeiro 2016: argento nella carabina 50 metri 3 posizioni.